# فرودگاه خلیج کوسه
فرودگاه خلیج کوسه (به انگلیسی: Shark Bay Airport) یک فرودگاه همگانی با کد یاتا MJK است که یک باند فرود آسفالت دارد و طول باند آن ۱۶۹۰ متر است. این فرودگاه در کشور استرالیا قرار دارد و در ارتفاع ۳۴ متری از سطح دریا واقع شده‌است.

## شرکت‌های هواپیمایی و مقصدهای پروازی
| شرکت‌های هواپیمایی | مقصدهای پروازی |
| ----------------- | -------------- |
| اسکیپرس اوییشن    | کارنارون، پرث  |